# James Nachtwey

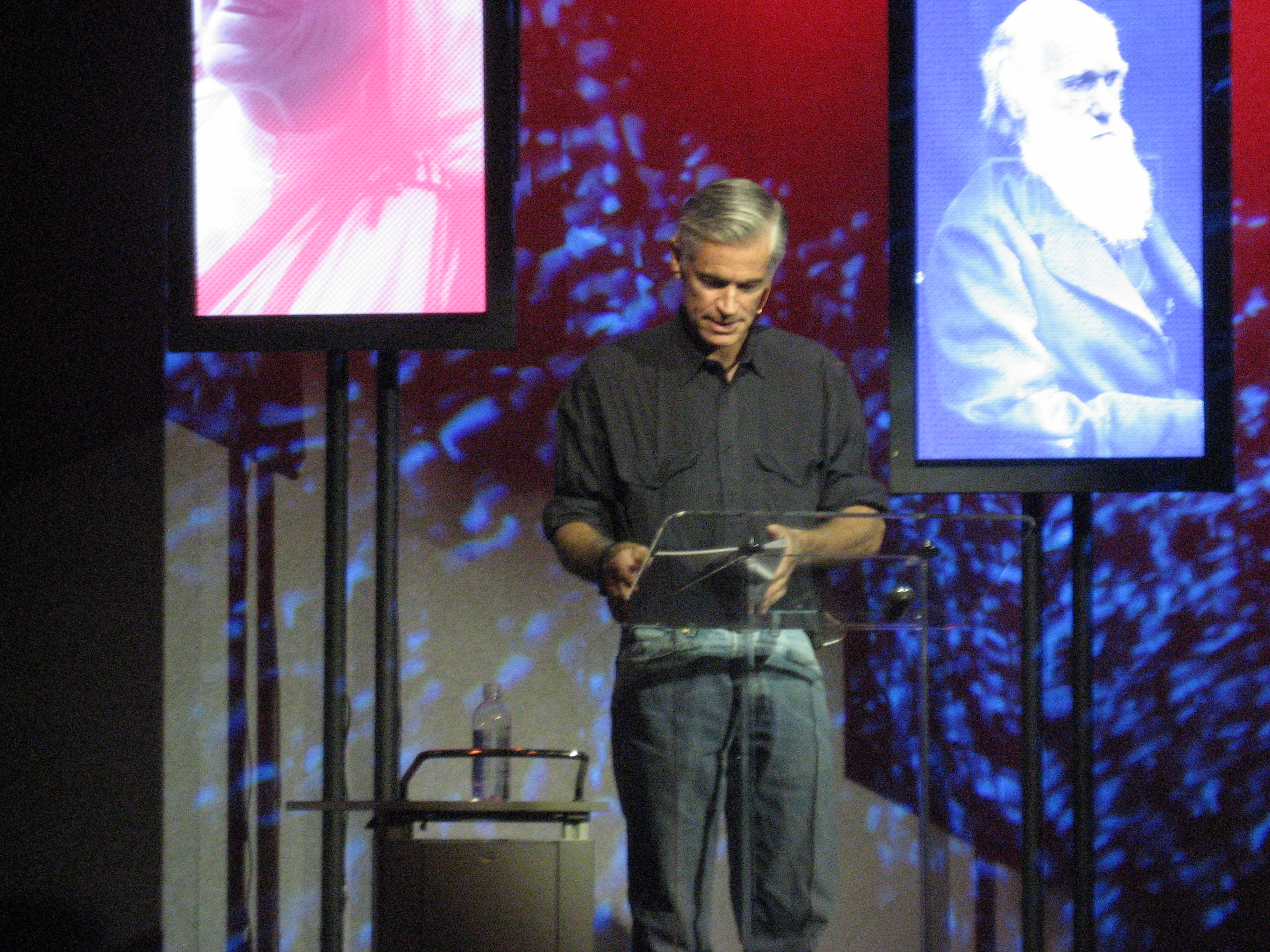
James Nachtwey na konferenci TED, 2007

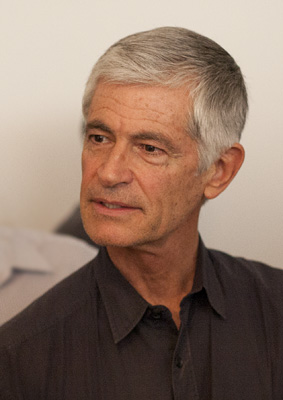
James Nachtwey v moskevské galerii Mars, březen 2011

James Nachtwey (* 14. března 1948 Syracuse, New York) je vlivný americký fotožurnalista a válečný fotograf. Pracuje jako korespondent pro časopis Time v Bagdádu, byl členem agentury Magnum Photos od roku 1986 do 2001. V zámoří byl celkem pětkrát oceněn Klubem zahraničních novinářů (v letech 1983, 1984, 1986, 1994 a 1998) a obdržel od ní Zlatou medailí Roberta Capy. V roce 2003 byl při útoku na jeho konvoj v Bagdádu zraněn granátem, když tam pracoval pro magazín Time.

## Život a dílo
Nachtwey začal pracovat jako fotograf pro malé nakladatelství v Novém Mexiku v roce 1976. V roce 1980 se přestěhoval do New Yorku a začal pracovat jako fotograf na volné noze. V roce 1981 se zúčastnil svého prvního úkolu v Severním Irsku, kde dokumentoval občanské nepokoje. Od roku 1984 pracoval jako fotograf pro magazín Time. Pro Black Star pracoval od roku 1980 do roku 1985 a členem Magnum Photos byl od roku 1986 do roku 2001. V roce 2001 byl jedním ze zakládajících členů představenstva agentury VII Photo Agency.
Po celou svou kariéru fotografoval ozbrojené konflikty a sociální problémy v Jižní Africe, Latinské Americe a na Středním východě.
V zemích bývalého Sovětského svazu dokumentoval válečné konflikty, hlad, a znečištění.
V západní Evropě a v USA fotografuje podmínky ve věznicích.
Vyfotil také první volby bez rozlišení ras v Jižní Africe.
Nachtwey pracoval také na reportáži postižených míst tsunami v jihovýchodní Asii 26. prosince 2004. Vytvořil také známou sérii fotografií s názvem Body of work z průběhu útoků na Světové obchodní centrum 11. září 2001.
V současné době žije v New Yorku.

## Výstavy (výběr)
- International Center of Photography, New York
- Museum of Photographic Arts, San Diego
- Culturgest, Lisabon
- Bibliothèque nationale de France, Paříž
- Palazzo Esposizione, Řím
- El Círculo de Bellas Artes, Madrid
- Galerie Fahey/Klein, Praha
- Karolinum, Praha
- Hasselblad Center Švédsko
- Canon Gallery, Amsterdam
- Nieuwe Kerk, Amsterdam
- Massachusetts College of Art, Boston
- Hood Museum of Art, Dartmouth College
- C/O Berlín, Berlín
- Stadtmuseum Göhre, Jena

## Publikace (výběr)
- 2001: L’Occhio Testimone
- 2000: Inferno (Phaidon Press; ISBN 0-7148-3815-2)
- 1999: Civil Wars
- 1997: Ground Level
- 1989: Deeds of War (Thames and Hudson, ISBN 0-500-54152-3) – Fotografie z Nicaraguy, El Salvadoru, Libanonu a Afghánistánu.

## Ocenění, granty
- 1993 – Cena W. Eugena Smithe
- 1996 a 1999 – Prix Bayeux-Calvados des correspondants de guerre
- několikrát – Zlatá medaile Roberta Capy

### Audiovizuální dokumenty
- Válečný fotograf, 2001, 96 minut, režie Christian Frei